# Magie bleue
Magie Bleue (青いブリンク, Aoi Burinku) est une série d'animation fantastique en 39 épisodes de 25 minutes créée par Osamu Tezuka et diffusée au Japon entre le 7 avril 1989 et le 16 mars 1990 sur NHK.
Ce fut la dernière œuvre d'Osamu Tezuka puisqu'il est mort pendant la réalisation de l'animé, le 9 février 1989. Il n'aurait eu le temps d'écrire que les synopsis des 5 premiers épisodes, toutefois, le studio aurait achevé la série selon les plans et souhaits de ce dernier. Osamu Tezuka s'est inspiré d'un film classique d'animation russe, Le Petit Cheval bossu, qu'il avait vu plusieurs fois et par lequel il avait été particulièrement séduit.
En France, la série est diffusée à partir du 21 mars 1990 sur La Cinq dans l'émission Youpi ! L'école est finie.

## Synopsis
Alexandre (Kakeru en V.O.) est un jeune garçon un peu rêveur. En chemin pour rendre visite à son père, Aritriscote, l'écrivain auteur des contes fantastiques, il se perd et essuie un orage. Il aperçoit alors un étrange animal prit dans la foudre, qui tombe du ciel dans un grand lac. Il le ramène chez son père, il s'agit d'un poney bleu qui ressemble à la créature nommée la fille de Pégase dans ses contes fantastiques. Alexandre la soigne avec son père et s'aperçoit que l'animal se nourrit d'électricité. 
Plus tard, une jument gigantesque projetant la foudre attaque Alexandre, et Aritriscote est enlevé par les hommes de l'empereur noir, un personnage issu lui aussi de ses contes fantastiques. Le garçon crie trois fois le nom de l'animal, Magic (Blink), le poney qu'il a sauvé, capable de parler et de voler, pour qu'il apparaisse et l'emmène dans un monde parallèle à la recherche de son père. Lorsqu'Alexandre perd courage, Magic vient à son aide en lui apportant de l'énergie sous la forme d'un rayon électrique bleu qui lui redonne du courage. 
Alexandre rencontre plusieurs personnes durant ses aventures, dont Tomba, le chauffeur d'un bus qui parcourt le pays, les deux voleurs idiots Hector et Nestor et la Princesse Kimara, une gamine capricieuse qui désire suivre notre héros dans ses aventures afin de découvrir le monde.
À la fin de leur périple, Alexandre et Magic rencontrent l'Empereur Noir et découvrent sa véritable identité : c'est Aritriscote, le père du jeune garçon qui voulait montrer à son fils combien un livre peut faire voyager. Alexandre retourne alors dans le monde réel, et dit adieu à Magic.

## Doublage original
- Masako Nozawa : Magic, Alexandre
- Miki Itou : Princesse Kimara
- Ai Orikasa : Julie
- Gorō Naya : Aritriscote
- Katsuya Kobayashi : Tomba
- Kei Tomiyama : Hector
- Kenichi Ogata : Nestor
- Mari Mashiba : L'empereur noir
- Saori Tsuchiya : Magic
- Satoko Yasunaga : Mère de Magic
- Sho Hayami : Prince Horo
- You Yoshimura : Satch
- Yuriko Fuchizaki: Prince Charaku

## Doublage français
- Martine Reigner : Alexandre
- Anneliese Fromont : Magic
- Pierre Fromont : Aritriscote
- Joëlle Guigui : Princesse Kimara, Mère de Magic
- Stéphane Bazin : Empereur noir, Tomba
- William Coryn : Hector
- Emmanuel Curtil : Nestor
- Marie Martine : Prince Charaku